# Bisingen

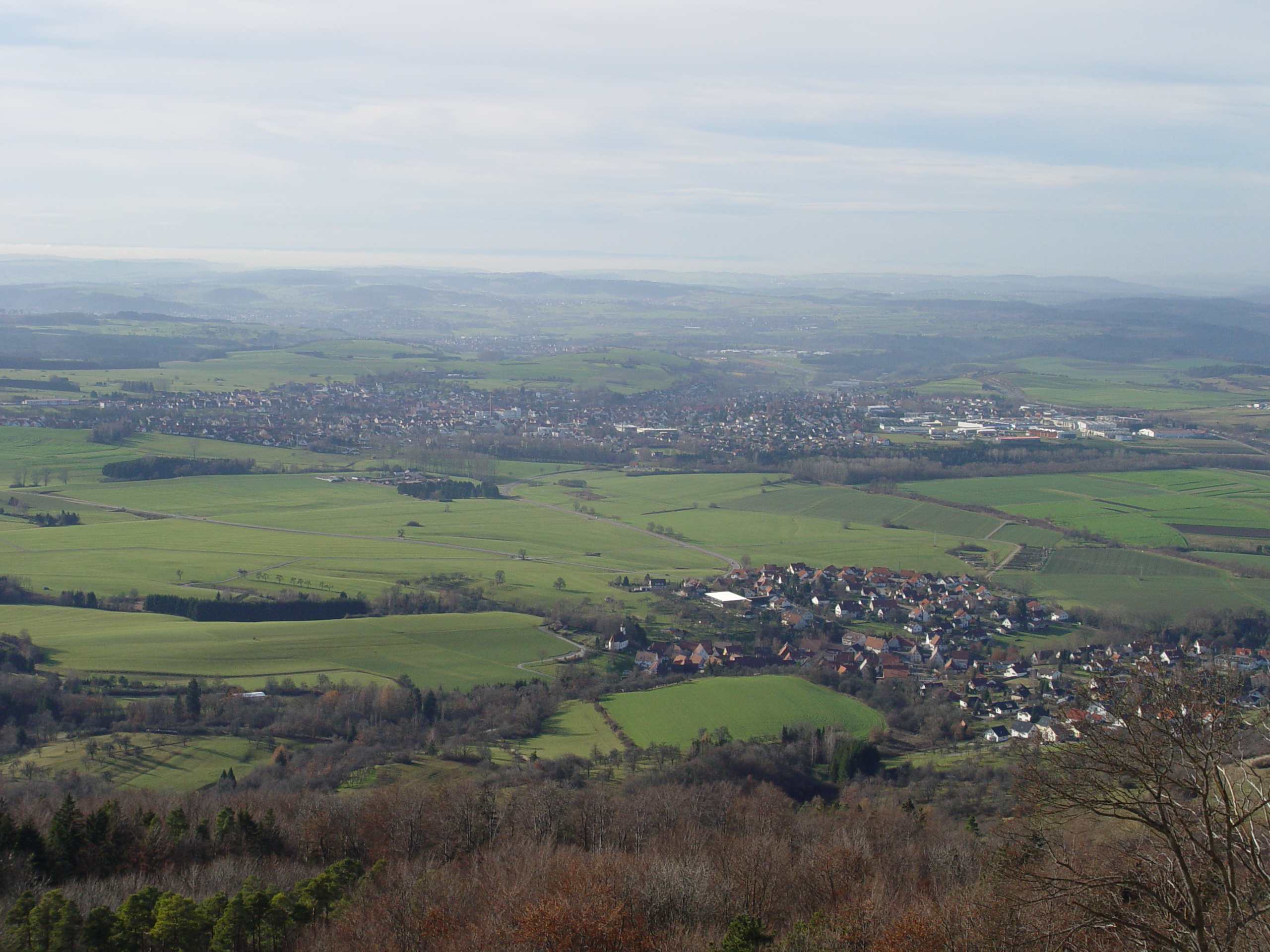
Bisingen von der Burg Hohenzollern aus gesehen, im Vordergrund Zimmern

Bisingen ist eine Gemeinde im Zollernalbkreis in Baden-Württemberg, etwa 65 Kilometer südlich der Landeshauptstadt Stuttgart.

## Geographie

### Geographische Lage
Bisingen liegt am Nordrand der Schwäbischen Alb, am Fuße des Albtraufs zwischen dem Hohenzollern und dem Hundsrücken. Das Gemeindegebiet wird hauptsächlich durch Zimmerbach und Klingenbach entwässert.

### Nachbargemeinden
Folgende Städte und Gemeinden grenzen an die Gemeinde Bisingen. Sie werden im Uhrzeigersinn beginnend im Norden genannt und gehören alle zum Zollernalbkreis:
Hechingen, Albstadt, Balingen und Grosselfingen.

### Gemeindegliederung
Die Gemeinde Bisingen besteht aus den früheren Gemeinden und heutigen Ortsteilen Bisingen, Thanheim, Wessingen und Zimmern. Zum Ortsteil Bisingen gehören die Dörfer Bisingen und Steinhofen. Zum Ortsteil Thanheim gehört das Dorf Thanheim. Zum Ortsteil Wessingen gehören das Dorf Wessingen und das Haus Bahnhof Zollern. Zum Ortsteil Zimmern gehören das Dorf Zimmern und die Burg Hohenzollern. Die Ortsteile Thanheim, Wessingen und Zimmern sind Ortschaften im Sinne der baden-württembergischen Gemeindeordnung mit eigenem Ortschaftsrat und Ortsvorsteher als deren Vorsitzender.
Im Gemeindegebiet liegen die abgegangenen, heute nicht mehr bestehenden Ortschaften Hofen (Ortsteil Bisingen) und Weiler im Ortsteil Zimmern. Weiler wurde 1328 als Wiler hinter Zollern erwähnt und ist im 15. Jahrhundert abgegangen. Der Ort war vermutlich Filial der Pfarrei Zell.

### Schutzgebiete
Auf dem Bisinger Gemeindegebiet gibt es drei Naturschutzgebiete. Das größte ist das Naturschutzgebiet Zollerhalde am Fuße des Hohenzollern oberhalb von Zimmern. Nördlich von Wessingen befindet sich das kleine Naturschutzgebiet Hohegert. Im äußersten Süden hat die Gemeinde Anteil am Naturschutzgebiet Irrenberg-Hundsrücken.
Der Zollerberg ist Bestandteil des Landschaftsschutzgebiets Oberes Starzeltal und Zollerberg. Außerdem liegen in der Gemeinde mehrere Teilgebiete des FFH-Gebiets Gebiete zwischen Bisingen, Haigerloch und Rosenfeld und des FFH-Gebiets Gebiete um Albstadt. Der Albtrauf und der Zollerberg gehören zudem zum Vogelschutzgebiet Südwestalb und Oberes Donautal.

## Geschichte
Bisingen zählt zu den ältesten Siedlungen der Region. Das belegen zahlreiche Funde aus der jüngeren Steinzeit, der Bronzezeit, der früheren Eisenzeit und La-Tène-Zeit. Die Gründung von Bisingen und Wessingen wird den Alemannen um 300 n. Chr., die Gründung von Steinhofen, Thanheim und Zimmern den Franken um 500 n. Chr. zugeschrieben. Die erste urkundliche Erwähnung von Bisingen und Wessingen stammt aus dem Jahre 786: der fränkische Graf Gerold schenkt Güter aus Pisingun (Bisingen) und Uassingun (Wessingen) an das Kloster St. Gallen. In dem Rittergeschlecht der Walger, Lehensleute der Grafen von Hohenzollern, hatte Bisingen einen eigenen Ortsadel mit dem Burgsitz Ror auf einem Vorberg des Hundsrücken. Noch heute erinnert die Ruine Schlößle an das Geschlecht der Walger und seine Bedeutung für die Geschichte des Dorfes.
Bisingen gehörte wie auch die heute eingemeindeten Orte Thanheim, Wessingen und Zimmern zum Oberamt Hechingen und somit bis 1850 zum Fürstentum Hohenzollern-Hechingen. Nach dem dann folgenden Übergang an Preußen lagen die Orte in den Hohenzollernschen Landen, das Oberamt wurde 1925 zum Landkreis Hechingen.
Von 1944 bis gegen Kriegsende befanden sich im zur Ölgewinnung aus Schiefer im Rahmen des Unternehmens Wüste aufgebauten Konzentrationslager Bisingen insgesamt 4163 Häftlinge, von denen in diesem Zeitraum mindestens 1187 starben. Bei einem Luftangriff der United States Army Air Forces (USAAF) starben 24 Menschen, Ziel waren die im Ortskern gelegenen Bahnanlagen, die wie weitere über 150 Gebäude zerstört wurden. Dort befand sich in der Textilfirma Maute ein Linearbeschleuniger der Kaiser-Wilhelm-Gesellschaft, der den Angriff unbeschadet überstand.
Nach dem Zweiten Weltkrieg gehörte Bisingen zur Französischen Besatzungszone und kam somit 1947 zum neu gegründeten Land Württemberg-Hohenzollern, welches 1952 als Regierungsbezirk Südwürttemberg-Hohenzollern im Land Baden-Württemberg aufging.
Im 20. Jahrhundert wurde Bisingen wie die gesamte Region von der Textilindustrie dominiert. Bedingt durch den Strukturwandel in der Branche ist ein Großteil der Arbeitsplätze in diesem Bereich weggefallen.
Im Zuge der Gemeindegebietsreform in Baden-Württemberg wurden am 1. März 1972 die beiden Gemeinden Wessingen und Zimmern eingemeindet. Die Eingemeindung von Thanheim erfolgte am 1. Januar 1974. Bei der Kreisreform in Baden-Württemberg wurde Bisingen 1973 dem neuen Zollernalbkreis zugeordnet.
Wappen der Ortsteile

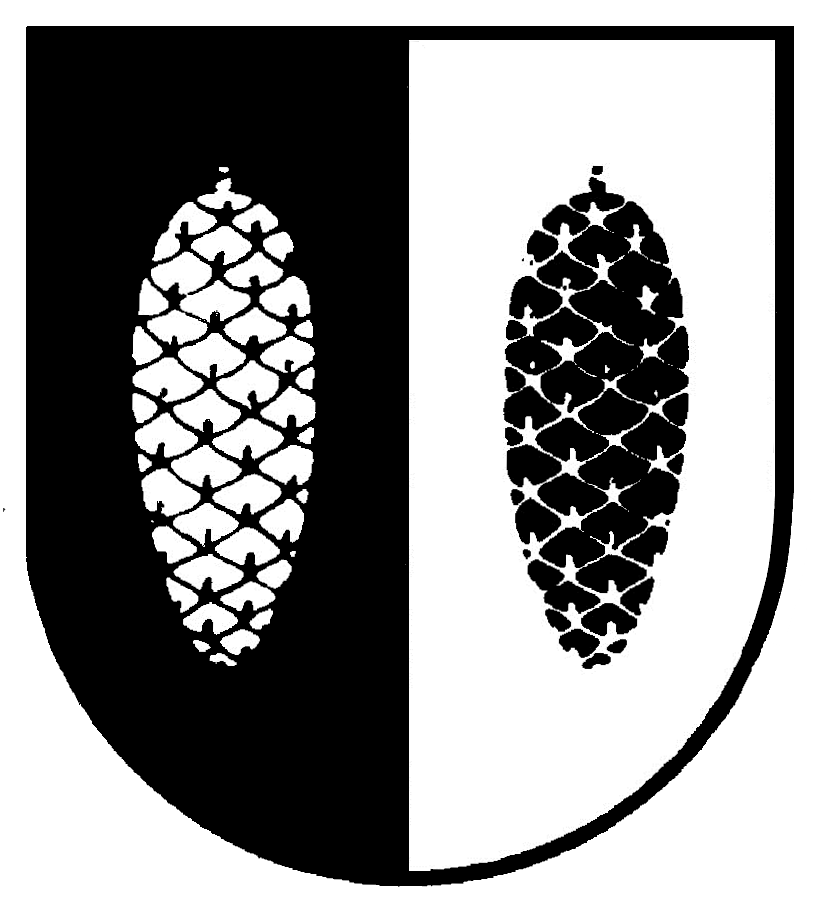
Thanheim
Wessingen
Zimmern

## Politik

### Bürgermeister
Der amtierende Bürgermeister Roman Waizenegger wurde am 27. Oktober 2013 im zweiten Wahlgang mit 54,9 Prozent der Stimmen gewählt, er folgte Joachim Krüger im Amt, der nicht mehr angetreten war. Am 17. Oktober 2021 wurde Waizenegger mit 93,1 Prozent im Amt bestätigt.

### Gemeinderat
In Bisingen wird der Gemeinderat nach dem Verfahren der unechten Teilortswahl gewählt. Dabei kann sich die Zahl der Gemeinderäte durch Überhangmandate verändern. 2024 hat der Gemeinderat in Bisingen 20 Mitglieder, 2019 waren es 19. Er besteht aus den gewählten ehrenamtlichen Gemeinderäten und dem Bürgermeister als Vorsitzendem. Der Bürgermeister ist im Gemeinderat stimmberechtigt.
Die Kommunalwahl am 9. Juni 2024 führte zu folgendem amtlichen Endergebnis (mit Vergleichszahlen der Wahl 2019):
| Parteien und Wählergemeinschaften | Parteien und Wählergemeinschaften       | % 2024  | Sitze 2024 | % 2019 | Sitze 2019 | Kommunalwahl 2024 %50403020100 40,05 %27,93 %22,18 %9,84 % CDUFWSPDALBGewinne und Verlusteim Vergleich zu 2019 %p 4 2 0 −2 −4+3,15 %p−1,17 %p+0,68 %p−2,76 %pCDUFWSPDALB |
| CDU                               | Christlich Demokratische Union          | 40,05   | 8          | 36,9   | 7          | Kommunalwahl 2024 %50403020100 40,05 %27,93 %22,18 %9,84 % CDUFWSPDALBGewinne und Verlusteim Vergleich zu 2019 %p 4 2 0 −2 −4+3,15 %p−1,17 %p+0,68 %p−2,76 %pCDUFWSPDALB |
| FWB                               | Freie Wähler Bisingen                   | 27,93   | 6          | 29,1   | 6          | Kommunalwahl 2024 %50403020100 40,05 %27,93 %22,18 %9,84 % CDUFWSPDALBGewinne und Verlusteim Vergleich zu 2019 %p 4 2 0 −2 −4+3,15 %p−1,17 %p+0,68 %p−2,76 %pCDUFWSPDALB |
| SPD                               | Sozialdemokratische Partei Deutschlands | 22,18   | 4          | 21,5   | 4          | Kommunalwahl 2024 %50403020100 40,05 %27,93 %22,18 %9,84 % CDUFWSPDALBGewinne und Verlusteim Vergleich zu 2019 %p 4 2 0 −2 −4+3,15 %p−1,17 %p+0,68 %p−2,76 %pCDUFWSPDALB |
| ALB                               | Alternative Liste Bisingen              | 9,84    | 2          | 12,6   | 2          | Kommunalwahl 2024 %50403020100 40,05 %27,93 %22,18 %9,84 % CDUFWSPDALBGewinne und Verlusteim Vergleich zu 2019 %p 4 2 0 −2 −4+3,15 %p−1,17 %p+0,68 %p−2,76 %pCDUFWSPDALB |
| Gesamt                            | Gesamt                                  | 100 %   | 20         | 100 %  | 19         | Kommunalwahl 2024 %50403020100 40,05 %27,93 %22,18 %9,84 % CDUFWSPDALBGewinne und Verlusteim Vergleich zu 2019 %p 4 2 0 −2 −4+3,15 %p−1,17 %p+0,68 %p−2,76 %pCDUFWSPDALB |
| Wahlbeteiligung                   | Wahlbeteiligung                         | 58,84 % | 58,84 %    | 57,7 % | 57,7 %     | Kommunalwahl 2024 %50403020100 40,05 %27,93 %22,18 %9,84 % CDUFWSPDALBGewinne und Verlusteim Vergleich zu 2019 %p 4 2 0 −2 −4+3,15 %p−1,17 %p+0,68 %p−2,76 %pCDUFWSPDALB |

### Gemeindepartnerschaften

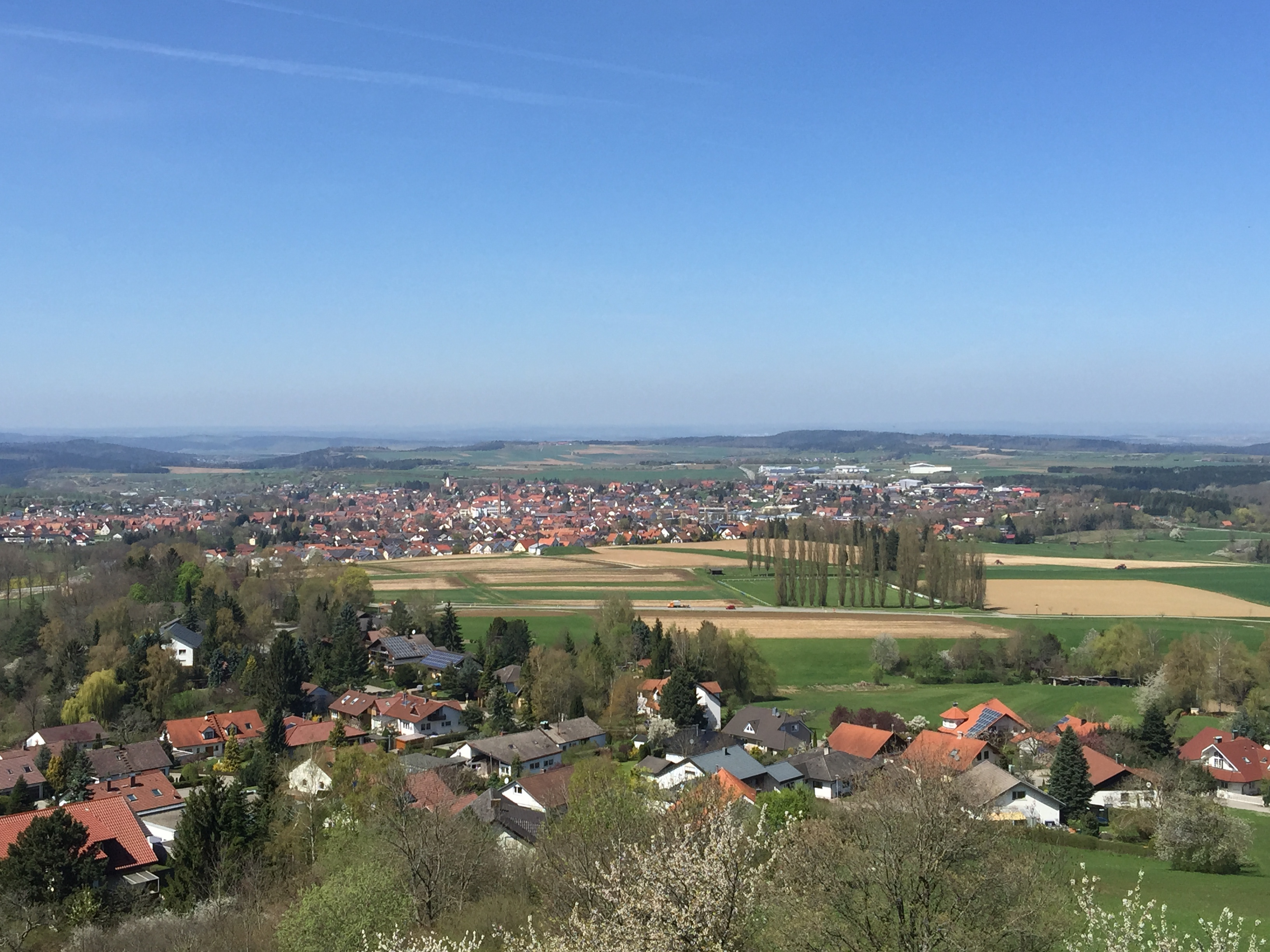
Bisingen von Thanheim aus gesehen

Bisingen hat eine Partnerschaft mit der österreichischen Marktgemeinde Lenzing an der Ager im Salzkammergut. Seit dem Jahr 1999 bestehen auch freundschaftliche Kontakte zur Gemeinde Semeljci im Nordosten Kroatiens.

### Raumplanung
Bisingen gehört zusammen mit Burladingen, Haigerloch, Rangendingen, Grosselfingen und Jungingen als Teil der Raumordnungs- und Planungsregion Neckar-Alb zum Mittelbereich Hechingen. Die Stadt Hechingen erfüllt darüber hinaus für die Gemeinde die Funktion eines Unterzentrums. Der Ort ist im Regionalplan als Kleinzentrum mit Verflechtungsgebiet Grosselfingen und Bisingen ausgewiesen.

## Kultur, Religion und Sehenswürdigkeiten

### Religion

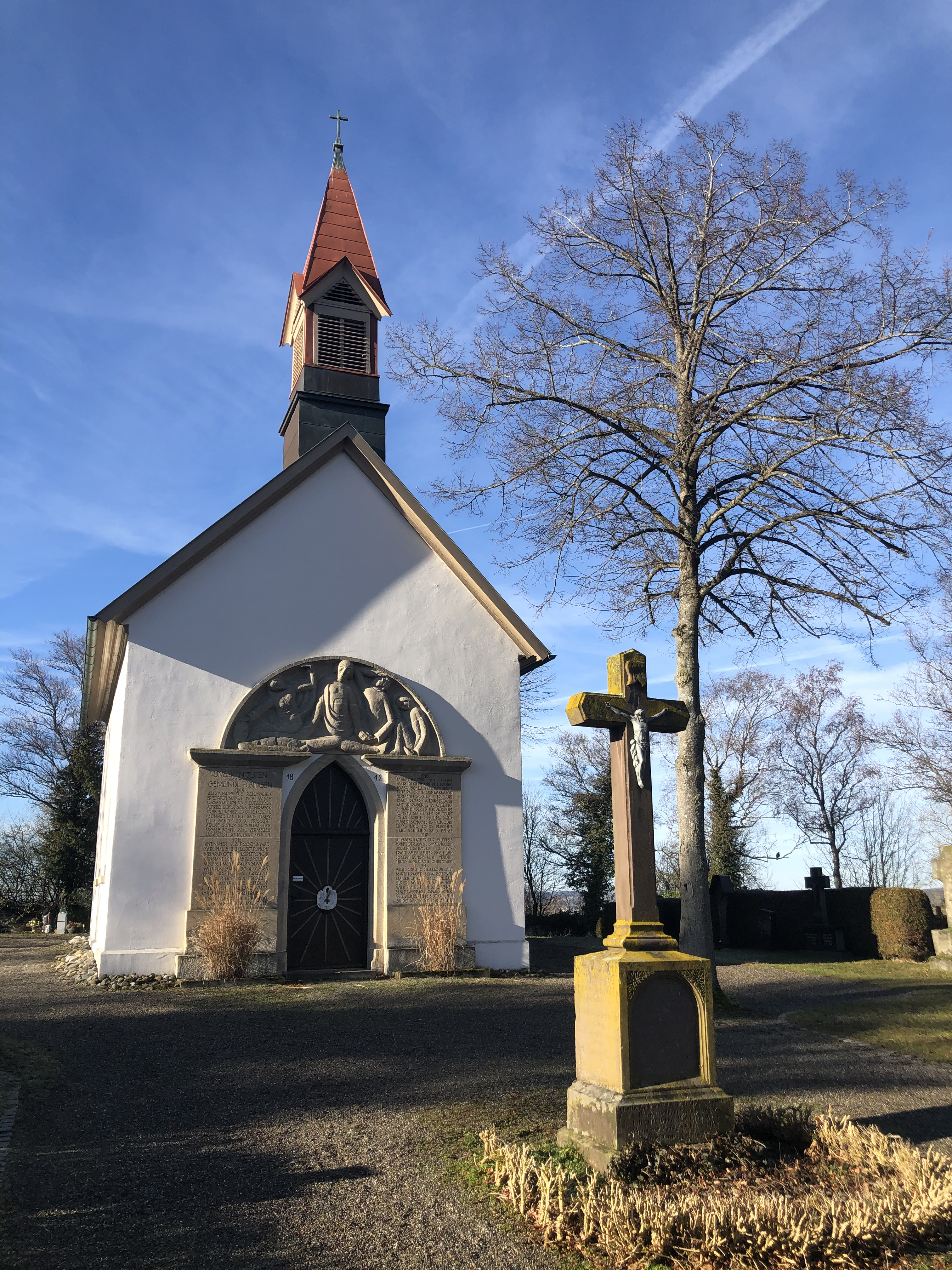
Friedhofskapelle

Bisingens Bevölkerung ist überwiegend katholischer Konfession. Laut dem Zensus 2011 waren 52,2 % der Einwohner römisch-katholisch, 24,3 % evangelisch und 23,5 % waren konfessionslos, gehörten einer anderen Glaubensgemeinschaft an oder machten keine Angabe. Die Zahl der Protestanten und Katholiken ist seitdem gesunken. Am 30. November 2018 hatte Bisingen 9.475 Einwohner: 45,7 % (4.327) Katholiken, 22,8 % (2.159) Protestanten und 31,9 % (3.025) hatten entweder eine andere oder gar keine Religionszugehörigkeit.
Die katholischen Gläubigen gehören zur Kirchengemeinde Bisingen – Grosselfingen – Rangendingen im Dekanat Zollern des Erzbistums Freiburg. Deren Kirchen sind: Die St.-Nikolaus-Kirche in Bisingen (mit ihren zwei Türmen eines der Wahrzeichen von Bisingen), die St.-Georgs-Kirche in Zimmern, die Sankt-Peter-und-Paul-Kirche in Steinhofen, die St.-Ulrich-Kirche in Thanheim, die Kirche St. Wolfgang in Wessingen und die renovierte Friedhofskapelle in Thanheim.
Seit 1959 gibt es mit der Christuskirche auch eine evangelische Kirche, welche heute zur Evangelischen Landeskirche in Württemberg gehört, bis 1950 gehörte der Kirchenkreis Hohenzollern zur Evangelischen Kirche im Rheinland. In den evangelischen Gemeinden in Hohenzollern hat die Altpreußische Gottesdienstform auf Wunsch der Gemeinden auch weiterhin Bestand.

### Bauwerke
- Burg Hohenzollern

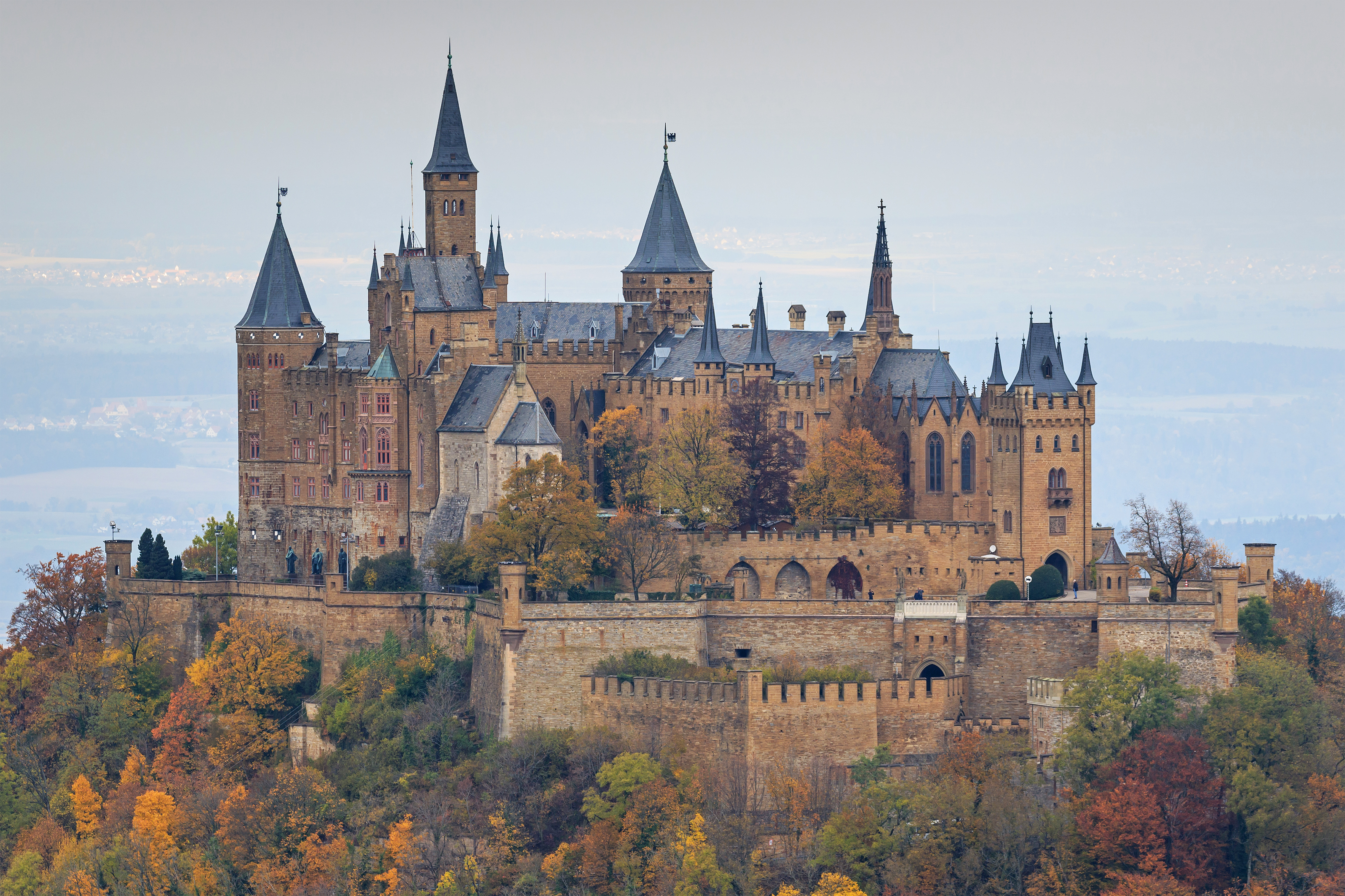
Burg Hohenzollern

- Hohenzollernhalle: Die Hohenzollernhalle befindet sich im Ortskern. In ihr befinden sich zwei Säle und die Gemeindebücherei. In den Sälen finden regelmäßig Veranstaltungen statt. Im Foyer befinden sich Bilderausstellungen.
- Kreisverkehr Ortsmitte: In der Mitte des Kreisverkehrs befindet sich ein Brunnen. Von ihm aus führen Bilder, die einen Flussverlauf oder ähnliches darstellen sollen, zur Straße hin. Zwischen den Bildern stehen Steinsäulen und Teile mit Bepflanzungen.

Bei Bisingen befindet sich im Gebiet „Schlössleswald“ die Burgruine Ror.

### Museen
Im Heimatmuseum Bisingen dokumentieren eine Ausstellung und ein Geschichtslehrpfad die Geschichte des Konzentrationslagers Bisingen, das mit über 4000 Häftlingen eines der größten Lager in der Region war. Fast 1200 Männer, darunter zahlreiche Juden, starben hier an Hunger, Entkräftung, Zwangsarbeit und Misshandlungen. Es gibt auch ein Gedenk- und Mahnkreuz mit einer Plastik des Bildhauers Ugge Bärtle am ehemaligen Standort des Friedhofes westlich der Bundesstraße 27. Zudem erinnert seit 1969 im ehemaligen Schiefersteinbruch im „Kuhloch“ ein Gedenkstein an die umgekommenen Zwangsarbeiter.

### Sport
Bisingen hat mehrere Sportvereine.
Der beliebteste Sport ist Fußball. Der FV Bisingen spielt in der Bezirksliga Zollern, der FC48 Steinhofen in der Kreisliga A2. Der FC Thanheim 1912 musste seinen Spielbetrieb 2015 einstellen.
Außerdem gibt es noch Schützenvereine, den Turn- und Sportverein, die DLRG-Ortsgruppe, den DRK-Ortsverein, einen Hundesport-, einen Tennis-, einen Schach- und einen Bogenschützenverein.

## Wirtschaft und Infrastruktur

### Unternehmen
Eine Wiese in Steinhofen diente bis zum Porajmos als Lagerplatz zahlreicher fahrenden Händler und Handwerker. Die Lohnwerk verrichtenden Handwerker hatten keine Werkstatt, die Arbeiten wurden bei den Kunden ausgeführt. Bis zum heutigen Tag werden alle Textilfirmen der Schwäbischen Alb zweimal jährlich von einem Scherenschleifer aufgesucht. Die Scheren werden vor Ort nachgeschliffen und getestet. Meldeort für zahlreiche Gewerbescheine war das Gasthaus Sonne in Bisingen. Auch ortsfeste Unternehmen kennen diese Form: Für Kaufmann, Stricker und Landwirt Conrad Maier lautete die Adresse: „Conrad Maier zum Ochsen“ oder abgekürzt „Comazo“. Früher war es in der hiesigen Gegend üblich, einen Gasthof als Namenszusatz zu führen.
Ansässig sind unter anderem die Friedrich Bosch Medizintechnik GmbH & Co. KG, ein Hersteller von Medizintechnik-Produkten, und die Kress Elektrowerkzeuge GmbH & Co. KG, ein Hersteller von Elektrowerkzeugen.

### Verkehr
Bisingen liegt an der hier autobahnähnlich ausgebauten Bundesstraße 27. Diese verbindet den Ort mit Rottweil und Tübingen. Von Bisingen führt die L 360 nach Onstmettingen auf die Albhochfläche. 
Bisingen ist aktueller Regionalbahn-Haltepunkt auf der Zollernalbbahn. Täglich zweimal hält ebenfalls der Regional-Express (RE) der Linie RE 6a in Bisingen. Der Öffentliche Nahverkehr wird durch den Verkehrsverbund Neckar-Alb-Donau (naldo) gewährleistet. Die Gemeinde befindet sich in der Wabe 332. In Wessingen wird ein neuer zweigleisiger Haltepunkt gebaut, welcher zukünftig von der elektrischen Regionalstadtbahn bedient wird.
Über eine Alltagsradroute aus dem Radnetz Baden-Württemberg ist Bisingen über den Ortsteil Wessingen mit Hechingen und in der anderen Richtung mit Balingen verbunden.

### Bildung
Die Gemeinde ist Trägerin eines Schulzentrums mit Real-, Haupt- und Grundschule; unweit diesem befindet sich die Ortsbücherei. Im Ortsteil Wessingen befindet sich ein Waldorfkindergarten. In der Kerngemeinde befindet sich die Astrid-Lindgren-Förderschule.

### Wasserversorgung
Die Gemeinde Bisingen erhält ihr Trinkwasser vom Zweckverband Wasserversorgung Hohenzollern und vom Zweckverband Bodensee-Wasserversorgung.

## Persönlichkeiten

### Ehrenbürger
- Heinrich Haasis (* 1945), von 1971 bis 1981 Bürgermeister in Bisingen[28]

### Söhne und Töchter der Gemeinde
- Karl Dehner (1862–1914), geboren im Ortsteil Thanheim, Historiker, Schulleiter und Heimatforscher
- Willi Fischer (1943–2008), geboren im Ortsteil Steinhofen, Politiker (Freie Wähler), von 1991 bis 2007 Landrat des Zollernalbkreises